# Бездетный, Иван Андреевич
Иван Андреевич Бездетный — советский узбекистанский хозяйственный деятель, Герой Социалистического Труда.

## Биография
Родился в 1912 году на территории современного Антрацитовского района Луганской области. Член КПСС с 1945 года.
В 1930—1933 — агротехник Янгибазарской МТС.
В 1937—1941 — бригадир колхоза «Хакикат» Сырдарьинского района.
Участник Великой Отечественной войны: старшина 1-го дивизиона 950-го артиллерийского полка 389-й стрелковой дивизии
В 1946—1960 — председатель колхоза «18 партийной конференции» Сыр-Дарьинского района Ташкентской области.
В 1960—1963 — заведующий отделением, в 1963—1965 — агроном колхоза имени Кирова Верхнечирчикского района Ташкентской области.
В 1965—1967 — главный агроном колхоза «Кизил Октябрь», в 1967—1974 — главный агроном колхоза «Коммунизм» Сырдарьинского района Ташкентской, затем Сырдарьинской области Узбекской ССР.
Указом Президиума Верховного Совета СССР от 11 января 1957 года присвоено звание Героя Социалистического Труда с вручением ордена Ленина и золотой медали «Серп и Молот».
Умер после 1985 года.

## Награды и звания
- Герой Социалистического Труда (11.01.1957)
- Орден Ленина (11.01.1957)
- Орден Отечественной войны II степени (06.04.1985)
- Орден Красной Звезды (26.04.1945)